# 杨传德
杨传德（1943年—），安徽六安人，1966年加入中国共产党，中华人民共和国政治人物。
1967年，毕业于皖南大学（现安徽师范大学）数学系。历任安徽省建三公司人事干事、副书记，安徽省测绘局支部、总支部书记、副局长。1983年6月至1986年9月，任安徽省建设厅党组成员，副厅长。1986年10月至1991年11日，任安徽省烟草专卖局（安徽省烟草公司）党委书记、局长。1991年11月至1996年10月，任国家烟草专卖局（中国烟草总公司）纪检组长、监察局长。1996年10月至2004年10日，任国家烟草专卖局副局长。2004年10月，任中国烟草学会理事长。